# Wiley Interdisciplinary Reviews: Computational Molecular Science
Wiley Interdisciplinary Reviews: Computational Molecular Science, скорочено Wiley Interdiscip. Rev.-Comput. Mol. Sci.  — науковий журнал, який видає Wiley-Blackwell. Журнал засновано у 2011 році і наразі виходить шість номерів на рік. Публікуються огляди, що стосуються міждисциплінарних галузей хімії, біології та комп’ютерного моделювання.
Імпакт-фактор у 2020 році становив 25,113. Відповідно до статистики Web of Science, цей імпакт-фактор ставить журнал на шосте місце серед 178 журналів у категорії Мультидисциплінарна хімія та на перше місце серед 58 журналів у категорії Математична та обчислювальна біологія